# مسجد الكوفة

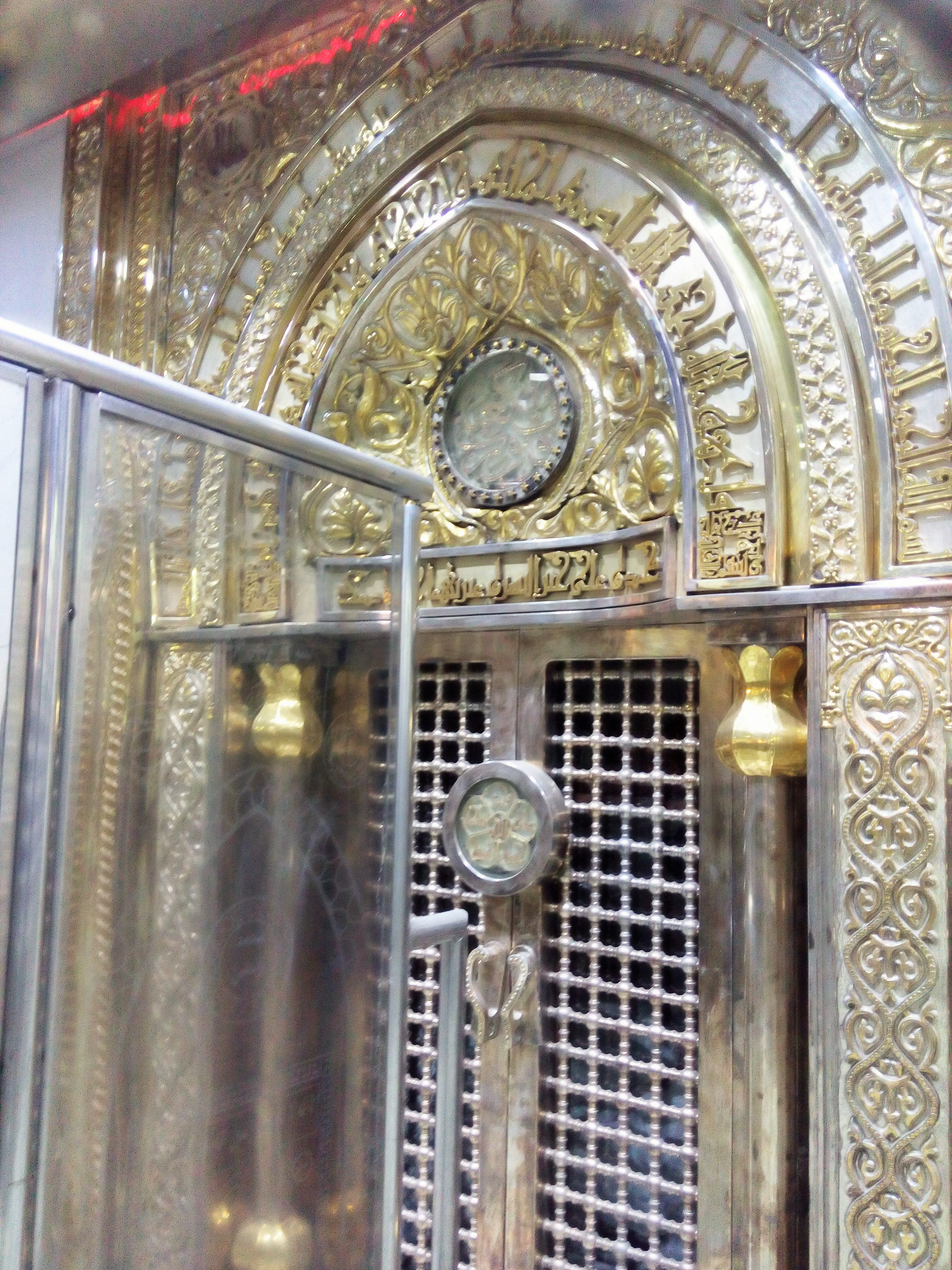
محراب مسجد الكوفة

مسجد الكوفة المعظم أو المسجد الأعظم في العراق يعدّ من مساجد العراق الأثرية والتاريخية وهو من أقدم المساجد في العالم الإسلامي، ولقد بنى المسجد الصحابي سعد بن أبي وقاص في عام 19هـ/639م ليكون أول مبنى في مدينة الكوفة التي تحولت فيما بعد إلى كبرى الحواضر الإسلامية ومقر خلافة الإمام علي بن أبي طالب. وينال المسجد قدسية كبيرة عند المسلمين من طائفة الشيعة خاصة، ويضم المسجد مراقد العديد من الشخصيات الدينية ومن أشهرهم مرقد مسلم بن عقيل.
يعدّ مسجد الكوفة رابع المساجد الأربعة التي لها مكانة مرموقة لدى الشيعة الاثني عشرية، وتسبقه المساجد الثلاثة الأولى في المرتبة والسّمو وهي المسجد الحرام، والمسجد النبوي والمسجد الأقصى. كما يعدّ أحد أقدم الأماكن التاريخية والمقدسة في العراق.

## قصة بناءه

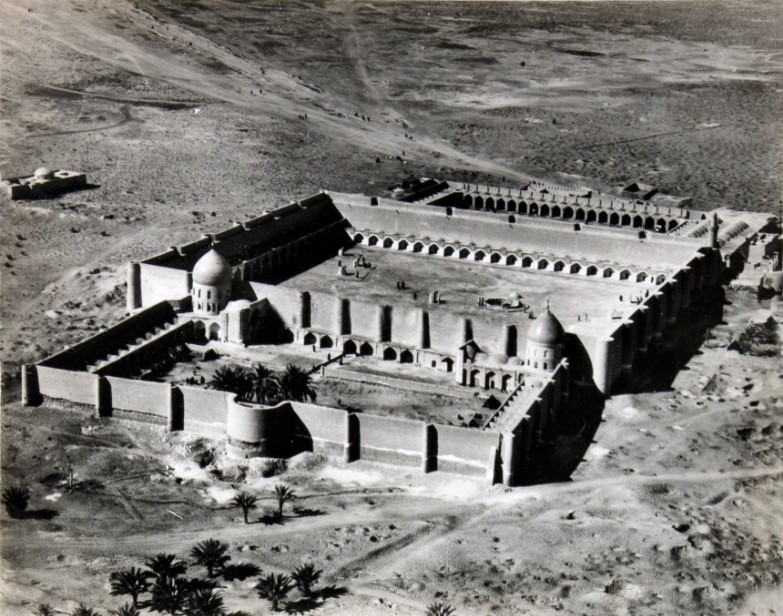
مسجد الكوفة سنة 1915م

يعود أساس المسجد طبقاً لبعض الروايات إلى حياة نبي الله آدم. ثم أعاد بناءه نوح النبي.
في رواية عن أبي جعفر الصادق نقلاً عن المفضّل أنه إنتهى بمعية الإمام الصادق إلى الكناسة فنظر جعفر بن محمد عن يساره ثم قال له: «ههنا صلب عمي زيد رحمه الله»، ثم مضى حتى طاق الزياتين وهو آخر السراجين، فطلب منه أن ينزل فإن الموضع كان مسجد الكوفة الأول الذي خطه آدم، وهو يكره أن يدخله راكباً، فسأله المفضل: «فمن غيّره عن خطته»؟ فأجاب: أما أول ذلك فالطوفان في زمن نوح، ثم غيره بعد أصحاب كسرى والنعمان بن منذر، ثم غيره زياد بن أبي سفيان، فسأله - وكأنه مستغرب ويسمع هذا لأول مرة - «هل كانت الكوفة ومسجدها في زمن نوح»؟ فقال له: «يا مفضل، وكان منزل نوح وقومه في قرية على متن الفرات مما يلي غربي الكوفة، ويضيف أن نوحاً كان رجلاً نجاراً فأرسله الله وانتجبه، ونوح أول من عمل سفينة تجري على ظهر الماء، وأن نوحاً لبث في قومه الف سنة إلا خمسين عاماً يدعوهم إلى الهدى فيمرون به ويسخرون منه، فلما رأى ذلك منهم دعا عليهم...فأوحى الله إلى نوح (أن اصنع الفلك) وأوسعها وعجل عملها (بأعيننا ووحينا) فعمل نوح سفينته في مسجد الكوفة بيده يأتي بالخشب من بعد حتى فرغ منها».

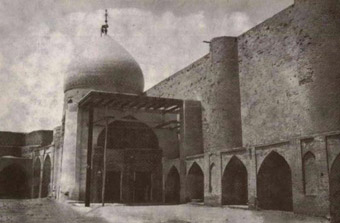
صورة قديمة لمسجد الكوفة

بعد انتصار المسلمين على الدولة الساسانية واسقاط عاصمتها المدائن. كتب سعد بن أبي وقاص إلى الخليفة عمر بن الخطاب يبشره بنصره، فامره عمر باتخاذ دار هجرة ومنزل للمسلمين. فاستوطن الجنود في الأنبار لكن لم يستقم لهم الامر هناك حيث أصيبوا بالحمى فانتقلوا منها إلى مكان آخر فلم يكن أفضل من الأول. فاخذ سعد بن أبي وقاص يبحث عن مكان مناسب فاعجب بالبقعة التي صارت فيما بعد مدينة «الكوفة». فراسل الخليفة عمر بن الخطاب وأتفقوا على بناء مدينة في هذا الموضع. وكان أول بناء فيها هو المسجد. حيث أمر سعد برمي أربع سهام باتجاه القبلة والاتجاهات الأخرى فصارت هذه حدودا للمسجد.

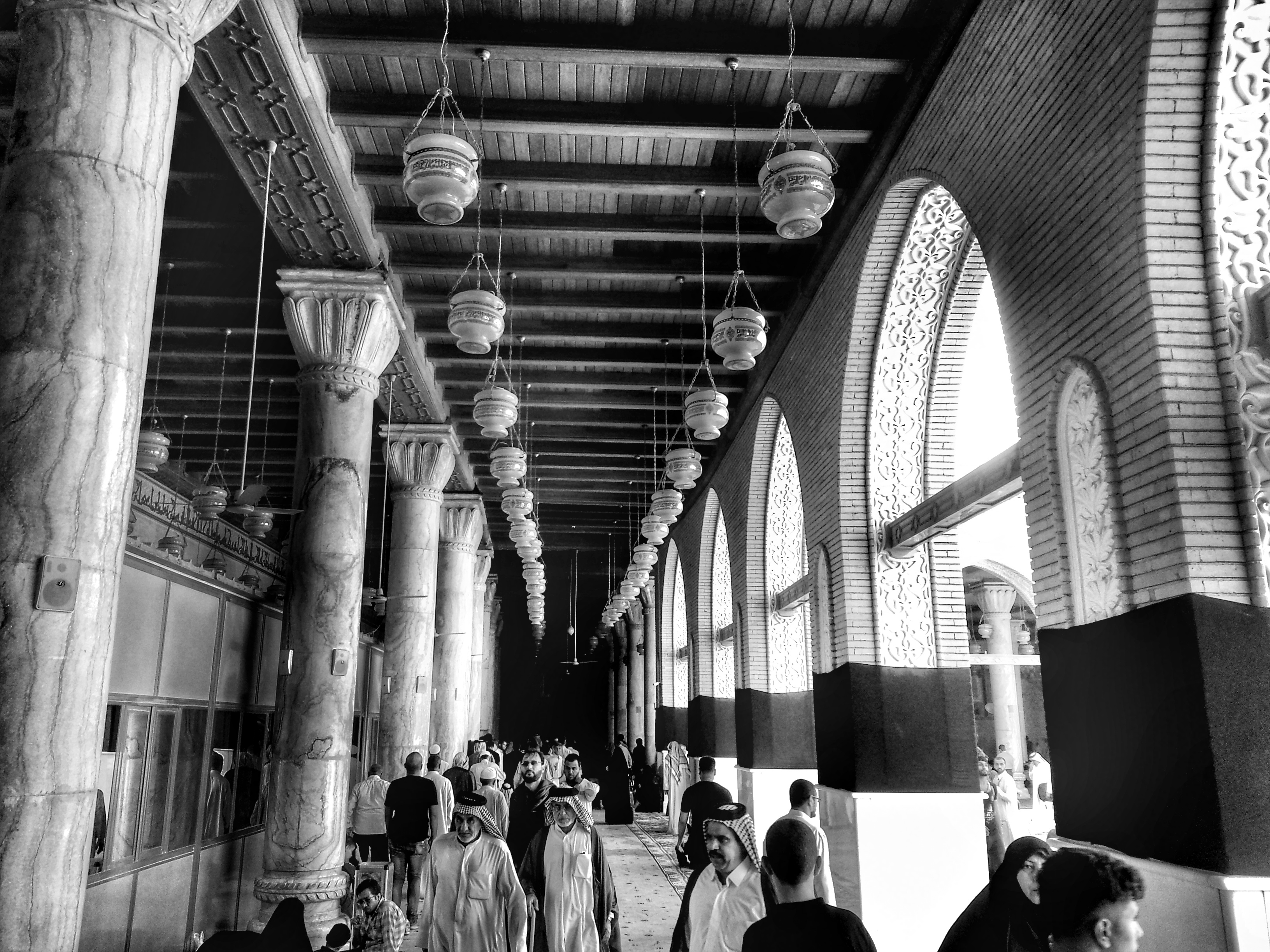
مسجد الكوفة المعظم

## الصور

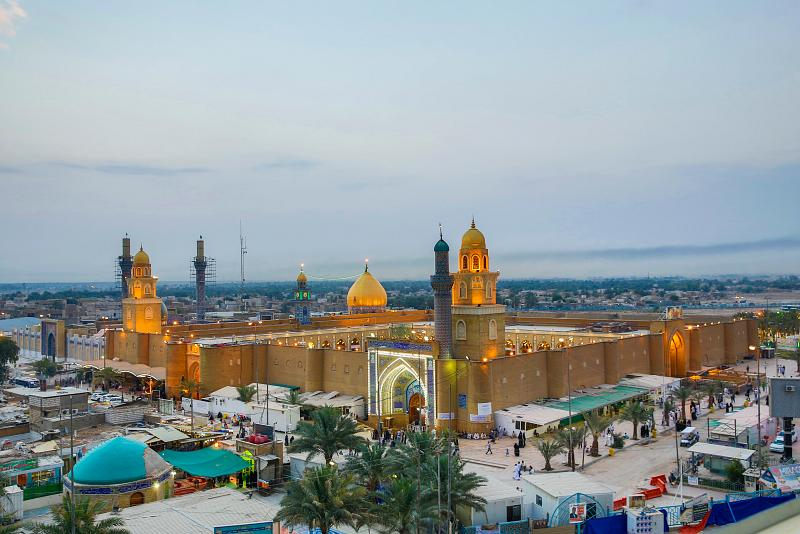
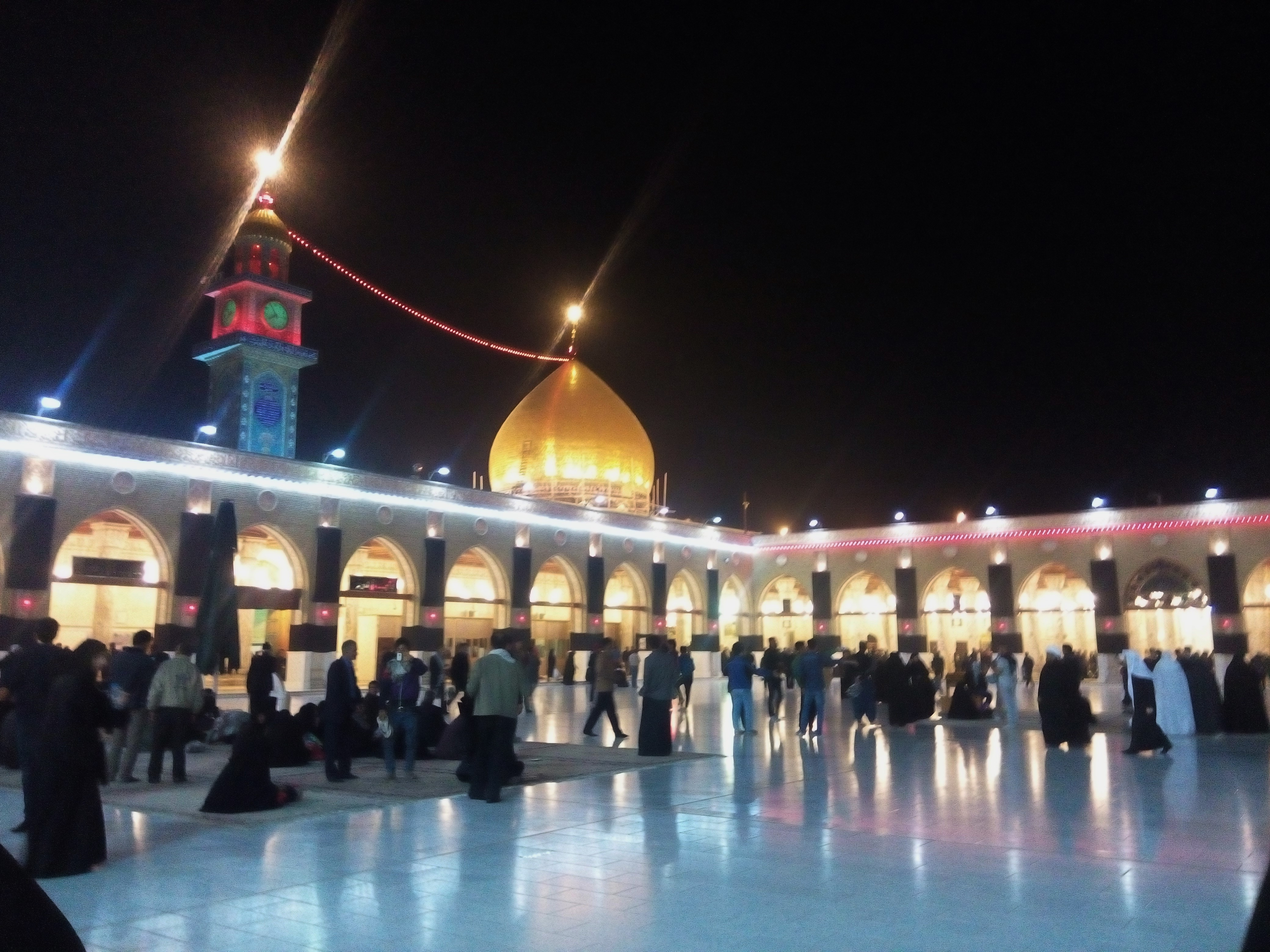
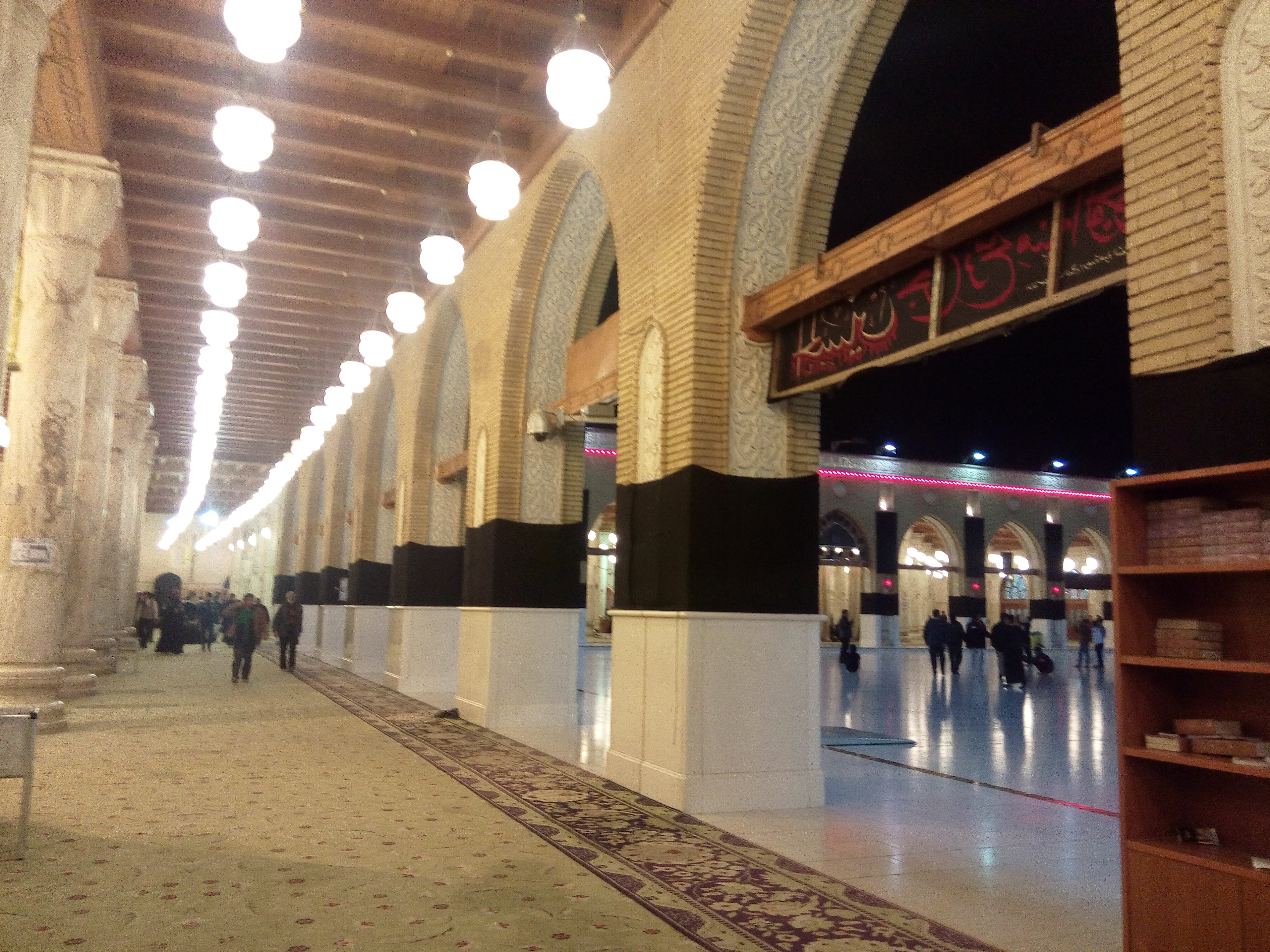
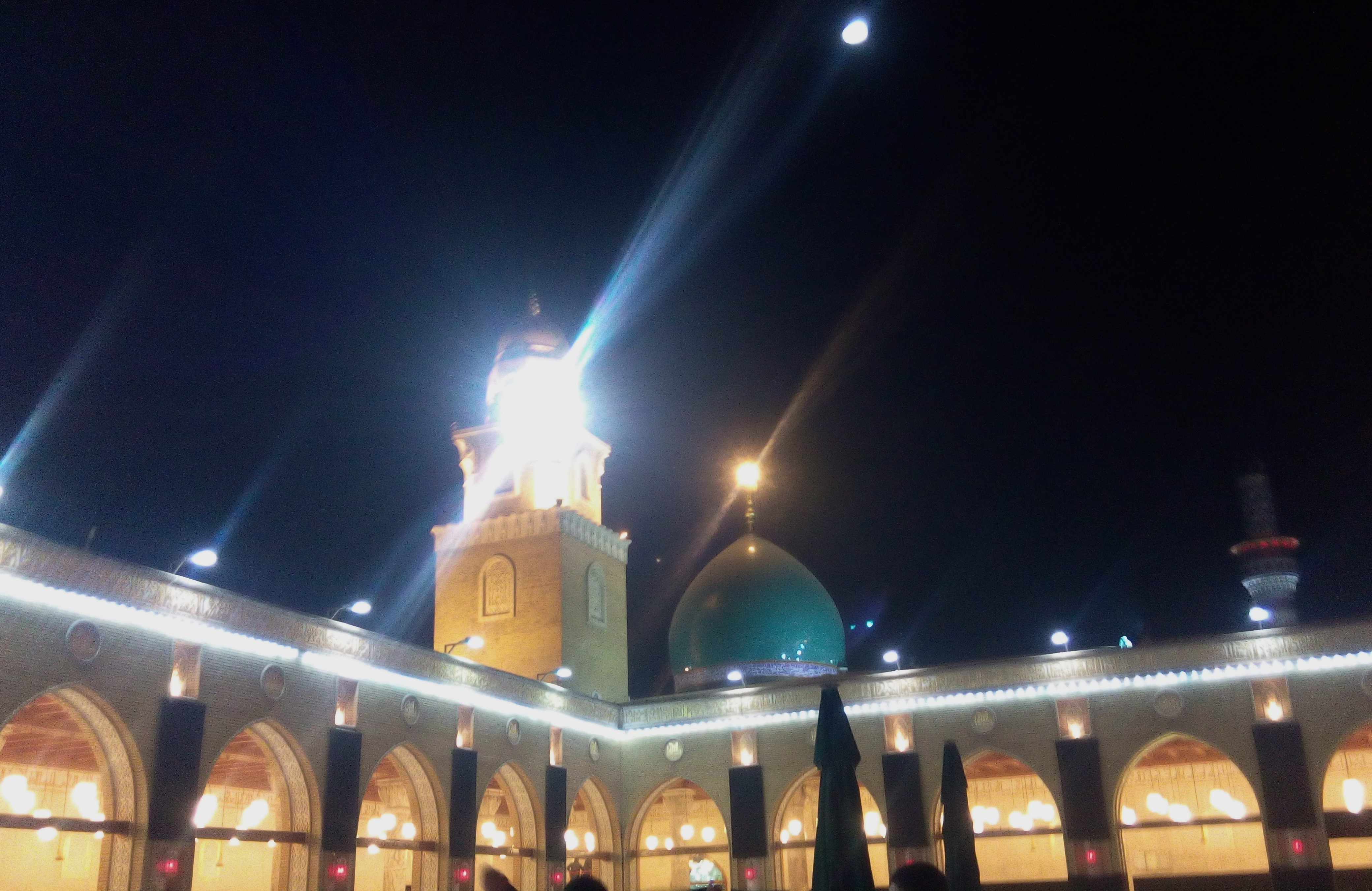
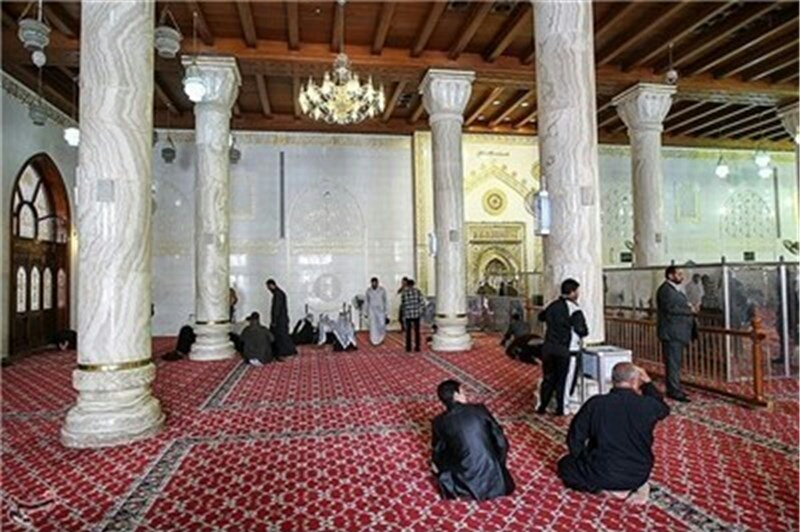
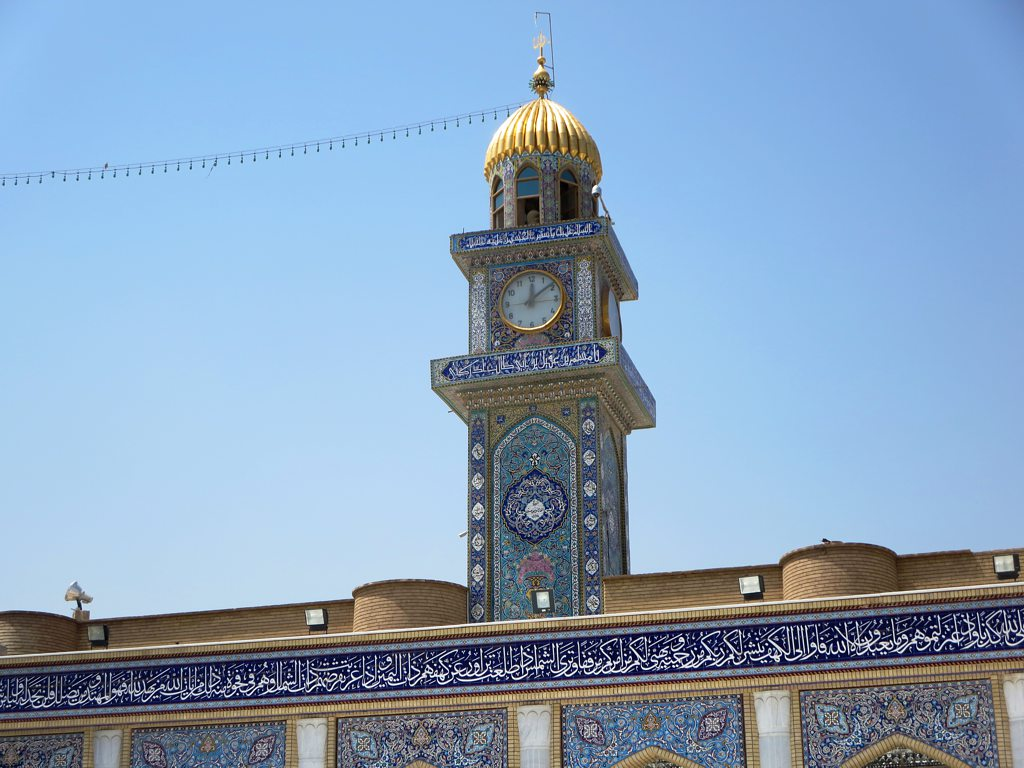
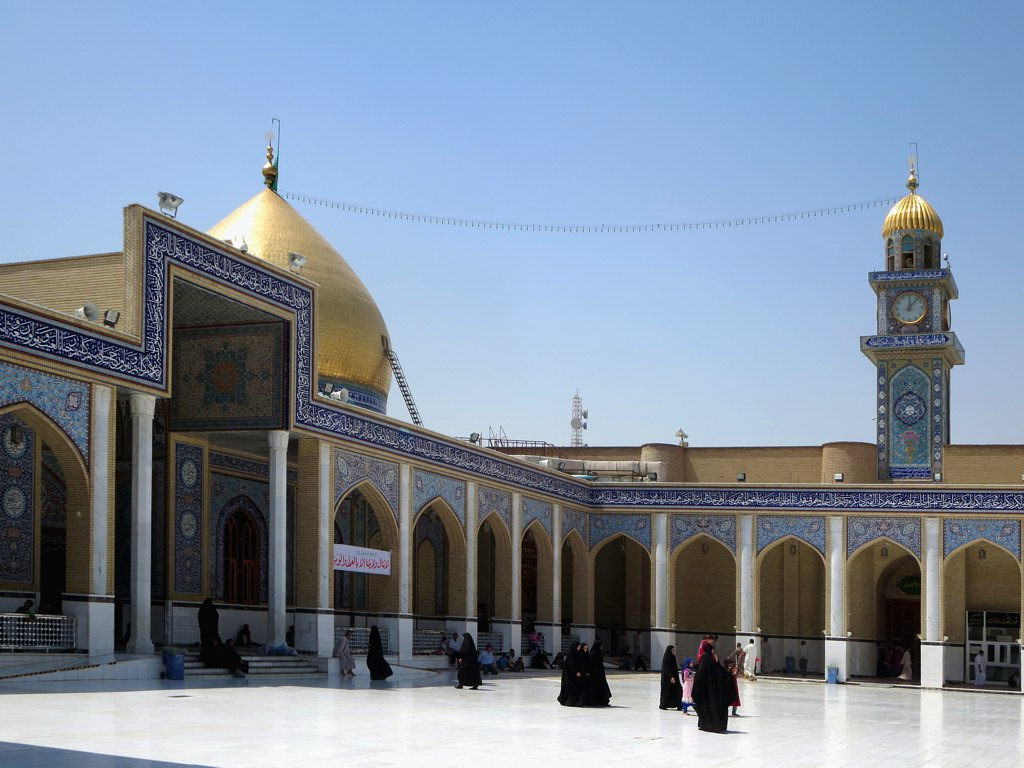
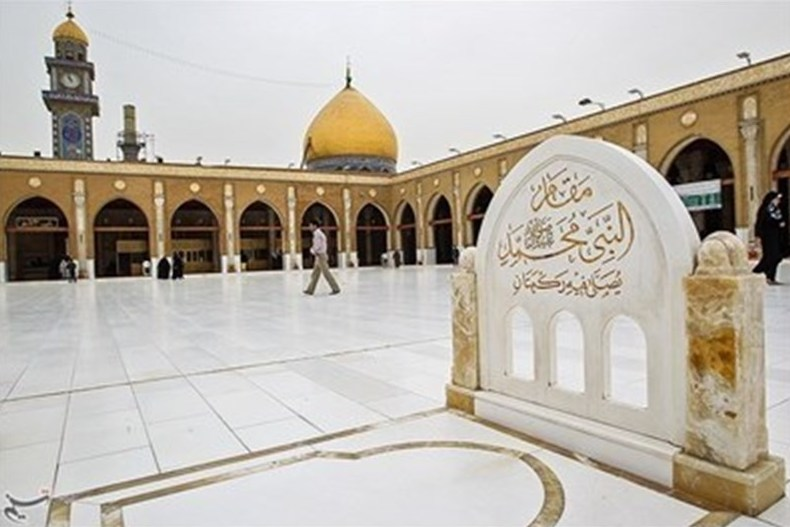
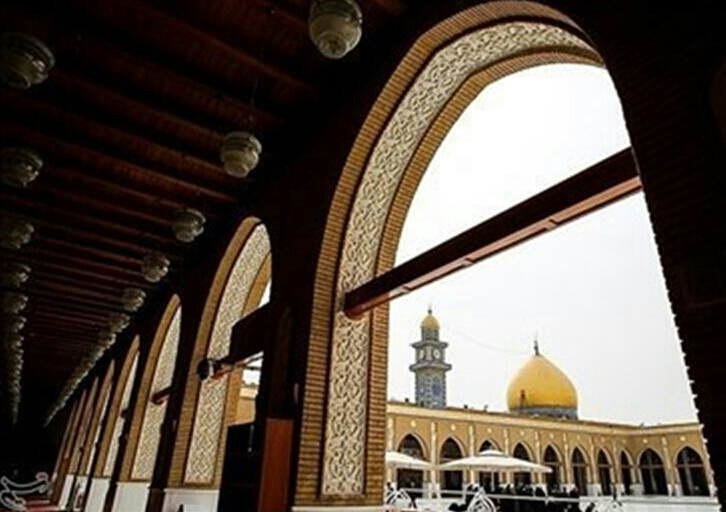

## طالع أيضًا
- الوقف في العراق
- ضريح كميل بن زياد
- مسجد الشيخ الطوسي
- مسجد عمران بن شاهين
- جامع السيد علي الموسوي
- مسجد سلمان الفارسي
- قائمة مساجد النجف

## وصلات خارجية
- موقع أمانة مسجد الكوفة والمزارات الملحقة به